# Кашутова, Вера Леонтьевна
Кашутова Вера Леонтьевна (20 июня 1916, Астрахань — 18 апреля 1994, Санкт Петербург) — советский живописец, член Ленинградского Союза художников.

## Биография
Родилась в Астрахани. Училась в 1931-1935 в Астраханском художественном техникуме у П. А. Власова, в 1939-1947 в ЛИЖСА имени И. Е. Репина у М. Бернштейна, А. Деблера, А. Зайцева. Окончила институт по мастерской Б. В. Иогансона с присвоением квалификации художника живописи. Дипломная работа — картина «Материнство. В парке».
С 1947 участвовала в выставках. Писала преимущественно пейзажи, реже натюрморты и жанровые композиции. Среди созданных произведений картины и пейзажи «На Каспии» (1951), «Ландыши» (1953), «Бухта», «Гурзуф. Лодочная станция», «Гурзуф. Ветер на море», «Крым. Весна» (все 1955), «Деревенская девушка», «На Волге», «Ялта. Порт», «Крым. Цветущие сады» (все 1956), «Облако в горах», «На море», «Розы. Натюрморт», «На Каспии. У плавучего завода» (все 1957), «Олеандр цветёт» (1958), «Бахчисарай» (1959) и другие.
Скончалась 18 апреля 1994 года в Санкт-Петербурге на 78-м году жизни. Похоронена вместе с мужем в колумбарии Никольского кладбища Александро-Невской лавры.
Произведения В. Л. Кашутовой находятся в музеях и частных собраниях в России и за рубежом.